# Österreichischer Alpenverein

Logo związku

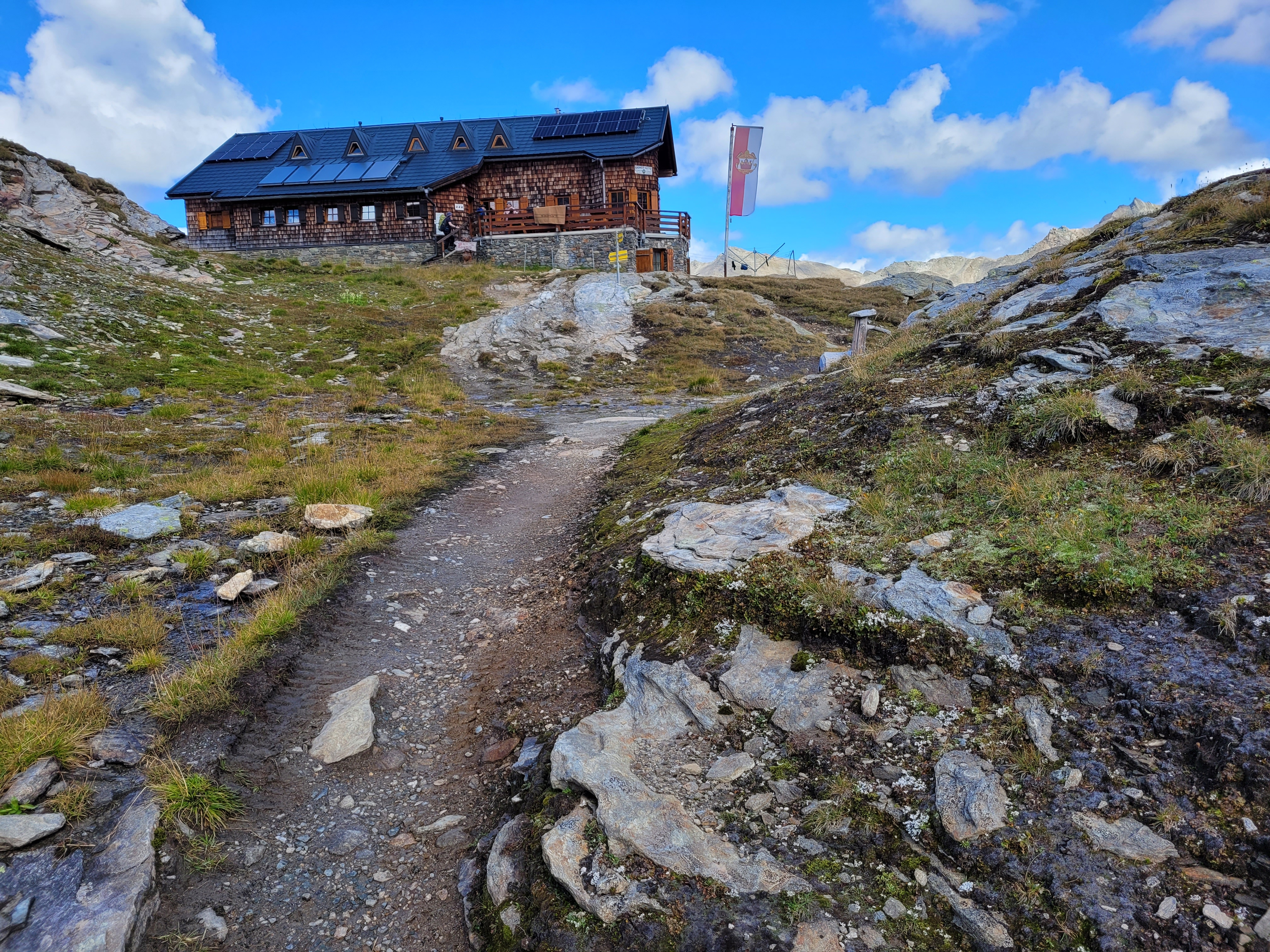
Badener Hütte (schronisko związku)

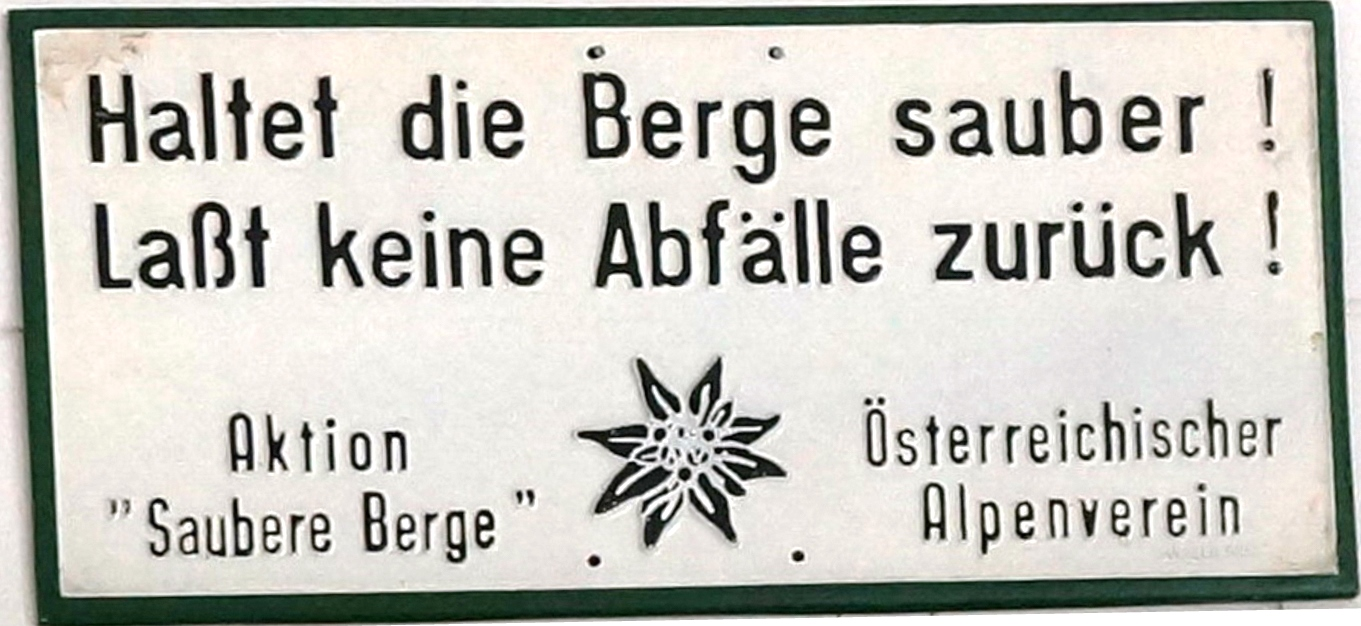
Tablica porządkowa związku

Österreichischer Alpenverein (ÖAV; do 2014 Oesterreichischer Alpenverein, OEAV; polski: Austriacki Związek Alpejski) – największy klub alpinistyczny w Austrii z siedzibą w Innsbrucku. Utrzymuje ponad 700 schronisk, zajmuje się znakowaniem szlaków i wydawaniem map. Jest członkiem UIAA. Swoim członkom oferuje również ubezpieczenie górskie obejmujące cały świat. W ramach ÖAV działają sekcje wspinaczki sportowej, organizowane są szkolenia i wyprawy, również w góry wysokie. 

## Historia
Założony został w 1862 w Wiedniu jako pierwsza tego typu organizacja w kontynentalnej Europie, a druga na świecie po brytyjskiej Alpine Club (założonym w 1857).
W latach 1873–1938 połączył się z organizacją niemiecką (Deutscher Alpenverein), tworząc Deutscher und Oesterreichischer Alpenverein (DuOEAV), skupiającą Niemców z Austro-Węgier (również czeskich Niemców) i Cesarstwa Niemieckiego.
Po anschlussie Austrii usunięto przymiotnik „austriacki” i nazwa związku ogólnoniemieckiego brzmiała Deutscher Alpenverein (DAV). Po II wojnie światowej Austriacy reaktywowali osobną organizację pod pierwotną nazwą.
Wrocławska sekcja DuOEAV w roku 1882 wybudowała u podnóża Wildspitze schronisko Breslauer Hütte.
Alpenverein miało również sekcje na terenie niepodległej Polski – m.in. w Katowicach, a podczas II wojny światowej sekcja krakowska (Zweig Krakau des Deutschen Alpenvereins) administrowała schroniskiem na Markowych Szczawinach.